# Čejkovice (powiat Hodonín)
Čejkovice – gmina w Czechach, w powiecie Hodonín, w kraju południowomorawskim. Według danych z dnia 1 stycznia 2013 liczyła 2 500 mieszkańców.